# Residenzgalerie

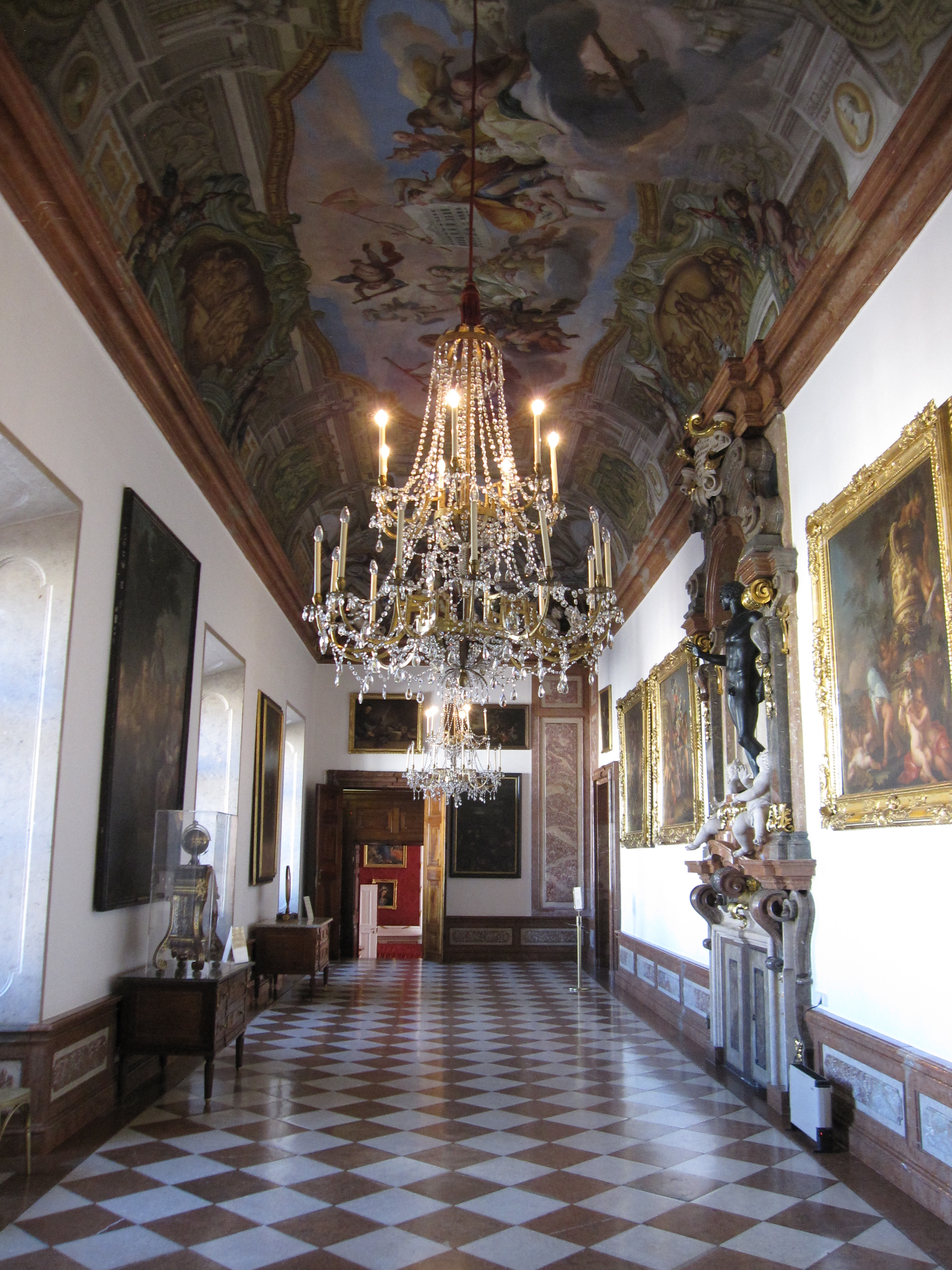
Binnenaanzicht

De Residenzgalerie is een kunstmuseum in de Alte Residenz in de Oostenrijkse stad Salzburg. De collectie biedt een dwarsdoorsnede van de Europese schilderkunst uit de 16e tot de 19e eeuw, met nadruk op Vlaamse en Nederlandse werken uit de 17e eeuw. 

## Geschiedenis
Het museum gaat voor een deel terug op de schilderijencollectie die prins-aartsbisschop Hieronymus Colloredo eind 18e eeuw bijeenbracht in zalen die nu de Residenzgalerie vormen. Na 1800 werd deze collectie herhaaldelijk geplunderd tijdens de Franse oorlogen en in het tijdperk van de dubbelmonarchie werden veel werken overgebracht naar Wenen. 
Op voorstel van een groep lokale kunstenaars werd na de Eerste Wereldoorlog een nieuwe collectie bijeengebracht. De Residenzgalerie opende in 1923. Ze won in 1954 geweldig aan belang dankzij graaf Johann Rudolf Czernin von und zu Chudenitz. Deze Czernin-collectie, hoofdzakelijk bestaande uit schilderijen van 17e-eeuwse kunstenaars uit de Nederlanden, naast werk uit Italië, Spanje en Frankrijk, was aanvankelijk in bruikleen gegeven om tussen 1980 en 1991 te worden aangekocht door de Oostenrijkse staat. Een ander zwaartepunt is de collectie van graaf Friedrich Karl von Schönborn-Buchheim (1674–1746), met voornamelijk Nederlandse en Italiaanse kunstenaars uit de 17e eeuw, die de galerij in 1956 in permanente bruikleen kreeg. 
|  |  |  |